# Meaningful Stone
Kim Jimin (coréen : 김지민), née le 15 juin 1996, plus connue sous son nom de scène Meaningful Stone (coréen : 김뜻돌), est une musicienne sud-coréenne de rock indépendant. Elle a sorti son album studio A Call from My Dream (꿈에서 걸려온 전화) en 2020.

## Biographie
Meaningful Stone est née en 1996 à Gwangju, Gyeonggi. Elle a été influencée par les goûts musicaux de son père et a commencé la musique à 15 ans avec la guitare qu'il lui avait achetée. Elle est déménagée à Séoul pour étudier à l'université et s'est spécialisée dans les sciences sociales,.
Le 21 juillet 2017, elle a publié son premier single, 꿈속의 카메라. Elle a participé à l'émission musicale The EBS Space, et a été nommée Hello Rookie. Elle a sorti plusieurs singles avant de sortir son premier album, et a publié son premier album studio, A Call from My Dream (꿈에서 걸려온 전화) en 2020. Elle a remporté le prix de la recrue de l'année aux Korean Music Awards de 2021.
En 2021, elle a sorti l'EP Cobalt. Elle a participé à des festivals de rock coréens tels que le Pentaport Rock Festival et le DMZ Peace Train Music Festival. En 2023, elle sort son nouveau single, The Fifth Spring (다섯 번째 봄).

## Discographie

### Albums studio
- 2020 : A Call from My Dream (꿈에서 걸려온 전화)
- 2024 : Angel Interview (천사 인터뷰)

### EPs
- 2021 : Cobalt